# Danh sách chủ tịch UEFA
Dưới đây là danh sách các Chủ tịch của Liên đoàn bóng đá châu Âu (UEFA).
| TT    | Tên                | Quốc tịch   | Giai đoạn  |
| 1.    | Ebbe Schwartz      | Đan Mạch    | 1954–1962  |
| 2.    | Gustav Wiederkehr  | Thụy Sĩ     | 1962–1972  |
| 3.    | Artemio Franchi    | Ý           | 1972–1983† |
| 4.    | Jacques Georges    | Pháp        | 1983–1990  |
| 5.    | Lennart Johansson  | Thụy Điển   | 1990-2007  |
| 6.    | Michel Platini     | Pháp        | 2007–2015  |
| quyền | Ángel María Villar | Tây Ban Nha | 2015–2016  |
| 7.    | Aleksander Čeferin | Slovenia    | 2016–nay   |